# 四氯丙烷
四氯丙烷，化学式C
3H
4Cl
4，摩尔质量：181.87 g/mol，共8种，不考虑立体异构为6种，可以指：
- 1,1,1,2-四氯丙烷，CAS号：812-03-3 ，(R)-异构体： ，(S)-异构体：
- 1,1,1,3-四氯丙烷，CAS号：？
- 1,1,2,2-四氯丙烷，CAS号：13116-60-4
- 1,1,2,3-四氯丙烷，CAS号：13116-53-5 ，(R)-异构体： ，(S)-异构体：
- 1,1,3,3-四氯丙烷，CAS号：1653-17-4
- 1,2,2,3-四氯丙烷，CAS号：？